# The Plastic Age
The Plastic Age è un film del 1925, diretto da Wesley Ruggles, basato sul romanzo omonimo di Percy Marks, best seller del 1924.

## Trama
Quando Hugh Carver, campione giovanile dei 400 metri oltre che studente modello, alla fine del liceo, sta per entrare come freshman al Prescott College, la madre gli raccomanda di indossare, in inverno, la maglia di lana, e sprona il marito Henry affinché tenga al figlio un importante "discorsetto". Precauzioni inutili, perché Hugh, oltre ad essere probabilmente maggiormente informato dei propri genitori riguardo a tali argomenti, è talmente dedicato all'atletica che difficilmente lo si potrà distogliere da questa sua passione.
Pochi giorni dopo essere entrato nella residenza universitaria, Hugh si è totalmente dimenticato della sua passione sportiva.
Fatto oggetto di uno dei tipici scherzi nonnisti che gli studenti degli anni superiori riservano alle matricole, Hugh dichiara agli attoniti compagni dello stesso anno di essere soddisfatto delle umiliazioni che gli hanno fatto subire durante una festicciola promiscua. Infatti, in occasione di uno di quegli scherzi, l'esuberante sophomore Cynthia Day, di un anno maggiore di lui, lo ha preso in simpatia, e, ballando con lui, ha messo in atto le sue abituali azioni seduttive, lo ha toccato, le si è strusciata addosso e le ha mandato un bacio in lontananza.
Il rapporto fra Hugh e Cynthia prosegue. Al prom del college, al quale egli si reca con Cynthia, è normale che diverse coppie lascino il salone del ballo per andare ad infrattarsi e pomiciare nel parco attiguo. Meno normale appare a Hugh il fatto che Cynthia si sia ritirata, per tale pratica, con un altro ragazzo, Carl Peters, il compagno di stanza di Hugh. Nonostante Cynthia ricordi ai due ragazzi che è libera di farsi chi vuole quando vuole, fra Hugh e Carl nasce una certa rivalità.
Rivalità che raggiunge il suo culmine quando Hugh e Cynthia, in un locale, incontrano Carl, ubriaco, che affronta Hugh e ne viene steso a terra. La polizia sta effettuando una perquisizione nel locale, e – rendendosi conto che se venissero trovati in quella situazione, gli studenti sarebbero stati espulsi dall'università – Hugh e Cynthia, mentre i gestori nascondono le bevande proibite, raccattano Carl e lo aiutano a fuggire con loro.
In tutto questo periodo di tempo le prestazioni atletiche e scolastiche di Hugh sono andate irrimediabilmente scemando: Cynthia si rende conto che questo declino di Hugh è imputabile a lei, al suo atteggiamento sbarazzino incentrato su rapporti occasionali e non impegnativi. Ella - in quell'età in cui i cambiamenti sono sempre possibili, in quell'età plastica (Plastic Age) -, si ravvede, scorge in Hugh un diverso modo di porsi, più centrato, e lo trova di maggior valore: per aiutare Hugh a recuperare sé stesso non trova altro modo che lasciarlo, e i due si dicono addio, e non si rivedranno. Cynthia è peraltro convinta, nonostante le dichiarazioni di Hugh, che la passione di lui per lei non sia altro che un'infatuazione passeggera, dovuta al glamour del modo di vita universitario del tempo degli anni ruggenti.
Gli anni passano, il rendimento di Hugh è notevolmente migliorato, per quanto egli non abbia mai smesso di pensare a Cynthia. Quando, tempo dopo, egli ricontatta telefonicamente la ragazza proponendole di vedersi, Cynthia, a malincuore, accampa una scusa e si sottrae all'appuntamento, conscia del fatto che ciò non può che favorire lo sviluppo di Hugh.
L'anno dopo Hugh è ormai un senior, uno studente dell'ultimo anno. La squadra di football della Prescott deve sostenere un'importante sfida con una squadra rivale. Hugh, data la sua velocità, è ritenuto un elemento chiave del team. La rivalità con Carl rinasce nell'occasione: ognuno dei due vorrebbe ricoprire il ruolo di quarterback. È High a spuntarla, mentre Carl è in panchina. Ma Hugh fa una serie di giocate negative, e si infortuna. Carl prende il suo posto. Mancano pochi minuti al termine mentre la Prescott è sotto di un punto. Hugh allora, ripresosi, viene mandato in campo dall'allenatore, e riesce a realizzare, con una grande azione, il decisivo touchdown che porta la sua squadra alla vittoria.
Hugh è portato in trionfo, e si riappacifica con Carl. Negli spalti, oltre ai genitori di Hugh, c'è Cynthia, che si è diplomata l'anno precedente. Ed è anche la fine dell'anno accademico. Hugh prende commiato dai suoi compagni. Gli riferiscono della presenza della ragazza. Al solito, Cynthia era assediata da un pretendente, che voleva carpirle un bacio, dei quali non era mai stata prodiga negli anni dell'università. Ma questa volta Cynthia rifiuta: evidentemente non è più una ragazza dall'amoreggiamento facile, una flapper, ma è maturata. Vedendo che Hugh, in lontananza, ha affrontato il giovane che intendeva solo limonare con lei, Cynthia si convince che Hugh la ama davvero, e non è solo vittima delle circostanze libertine. I due – tenutisi fino a allora a rispettosa distanza - si riuniscono.

## Produzione
Le riprese sono state realizzate al Pomona College, di Claremont (California) e agli FBO Studios di Hollywood.
Sempre basato sul romanzo The Plastic Age di Percy Marks è uscito nel 1928 il film Red Lips (considerato perduto), diretto da Melville W. Brown; diversi spezzoni del film sono stati utilizzati in recenti produzioni che documentano il passato della produzione hollywoodiana e le sue figure di maggior spicco, come Mary Pickford, Clara Bow – che proprio con The Plastic Age ha dato il via alla sua brillante carriera -, o Clark Gable.

## Distribuzione
Il film, distribuito dalla Preferred Pictures, è uscito nelle sale cinematografiche statunitensi il 15 dicembre 1925.
Il film è stato edito in DVD-Video nel 1999 (e riedito nel 2012) dalla Image Entertainment, peraltro con standard NTSC, e nel 2011, in edizione restaurata, distribuito dalla CG Entertainment, con sottotitoli italiani.

## Accoglienza
Nonostante il successo al botteghino, i critici, in prossimità dell'uscita del film, non ne hanno precisamente tessuto l'elogio. Su Photoplay del dicembre del 1925 possiamo leggere: "Un'altra storia delle baraonde degli studenti di college. Il romanzo era sagace e non privo di distinzione, ma il film è solo uno qualsiasi della serie. L'atmosfera del college è inverosimile, e Clara Bow non rappresenta precisamente la nostra idea di un'educanda. Mentre Donald Keith è un eroe positivo, mancano per il resto personaggi sufficientemente sviluppati per elevare il film al di sopra degli usuali drammi jazz."
Screenland, sempre nel dicembre 1925, riporta: "La banda di giovani scalmanati che scorrazza in questa versione in celluloide della vita di un college è al tempo stesso all'acme della sofisticatezza e dell'ingenuità, dell'innocenza e della diavoleria. Questi giovani, così vogliono farci intendere, rappresentano una nuova era nella quale le ragazze non sono propriamente smodate, bensì mancano di ogni consapevolezza di cosa sia il pudore, e nella quale la morale, il ritegno e simili vengono semplicemente gettati dalla finestra in favore dell'istinto, specialmente in campo sessuale."
Per converso, il redattore del The Film Daily del 4 ottobre 1925 afferma che "nonostante l'atmosfera un po' osé del libro" non ha trovato nulla di sconveniente nel film, "per quanto vi siano alcune festicciole promiscue [petting parties] e una danza studentesca [fraternity dance] che appaiono essere il dernier cri in fatto di atteggiamento moderno."